# Jazirah
Jazirah è un singolo dei Kunsertu pubblicato nel 1988.

## Tracce
1. Isola
2. Mokarta